# Bactericera acutipennis
Bactericera acutipennis är en insektsart som först beskrevs av Zetterstedt 1828.  Bactericera acutipennis ingår i släktet Bactericera och familjen spetsbladloppor. Arten är reproducerande i Sverige. Inga underarter finns listade i Catalogue of Life.